# خدمة الحراسة الاتحادية
خدمة الحراسة الاتحادية (بالروسية: Федеральная служба охраны, ФСО)‏ التابعة للاتحاد الروسي، الاسم الرسمي باللغة الإنجليزية Federal Guard Service of the Russian Federation، هي وكالة حكومية اتحادية معنية بالمهام المتعلقة بحماية العديد من مسؤولي الدولة رفيعي المستوى، بموجب القانون ذي الصلة، بما في ذلك رئيس روسيا، وكذلك بعض الممتلكات الفيدرالية. ويرجع أصلها إلى المديرية التاسعة لاتحاد الجمهوريات الاشتراكية السوفياتية في الكي جي بي ولاحقًا جهاز الأمن الرئاسي (SBP) بقيادة الجنرال الكي جي بي ألكسندر كورزاكوف.
في 27 مايو 1996، أعاد قانون «حماية الدولة» تنظيم جلافنوي أوبرافيليني أوخراني إلى خدمة الحراسة الاتحادية (SBP). بموجب المادة 7 من القانون، «لا يجوز لرئيس الاتحاد الروسي، أثناء وجوده في منصبه، التخلي عن حماية الدولة».
تشمل خدمة الحراسة الاتحادية جهاز الأمن الرئاسي الروسي. يتم توجيه الأمن الشخصي لهذا الرئيس من قبل فيكتور زولوتوف الذي، وفقًا لسيرجي تريتياكوف، يشرف أيضًا على خدمة الحراسة الاتحادية بالكامل. تضم خدمة الحراسة الاتحادية ما يقدر بـ 20.000 جندي وتتحكم في «الصندوق الأسود» الذي يمكن استخدامه في حالة نشوب حرب نووية. يقال أنه يستخدم التطورات التقنية المحلية المتقدمة.

## الهيكل والقيادة
منذ 18 مايو 2000 وحتى 26 مايو 2016 ترأس الوكالة الجنرال يفغيني موروف. منذ 26 مايو 2016، رئيس الخدمة هو الجنرال ديمتري كوتشنيف. لدى خدمة الحراسة الاتحادية ما يقرب من 50000 من الأفراد النظاميين بالإضافة إلى عدة آلاف من الأفراد الذين يرتدون ملابس مدنية ويتحكمون في شيجيت التي يمكن استخدامها في حالة نشوب حرب نووية عالمية. كما أنها تدير نظام اتصالات آمن لكبار المسؤولين الحكوميين. إن خدمة الحراسة الاتحادية هي مؤسسة قوية لها مجموعة من الحقوق والصلاحيات، بما في ذلك الحق في إجراء عمليات التفتيش والمراقبة دون أوامر، والقيام بالاعتقالات، وإعطاء الأوامر لوكالات الدولة الأخرى.

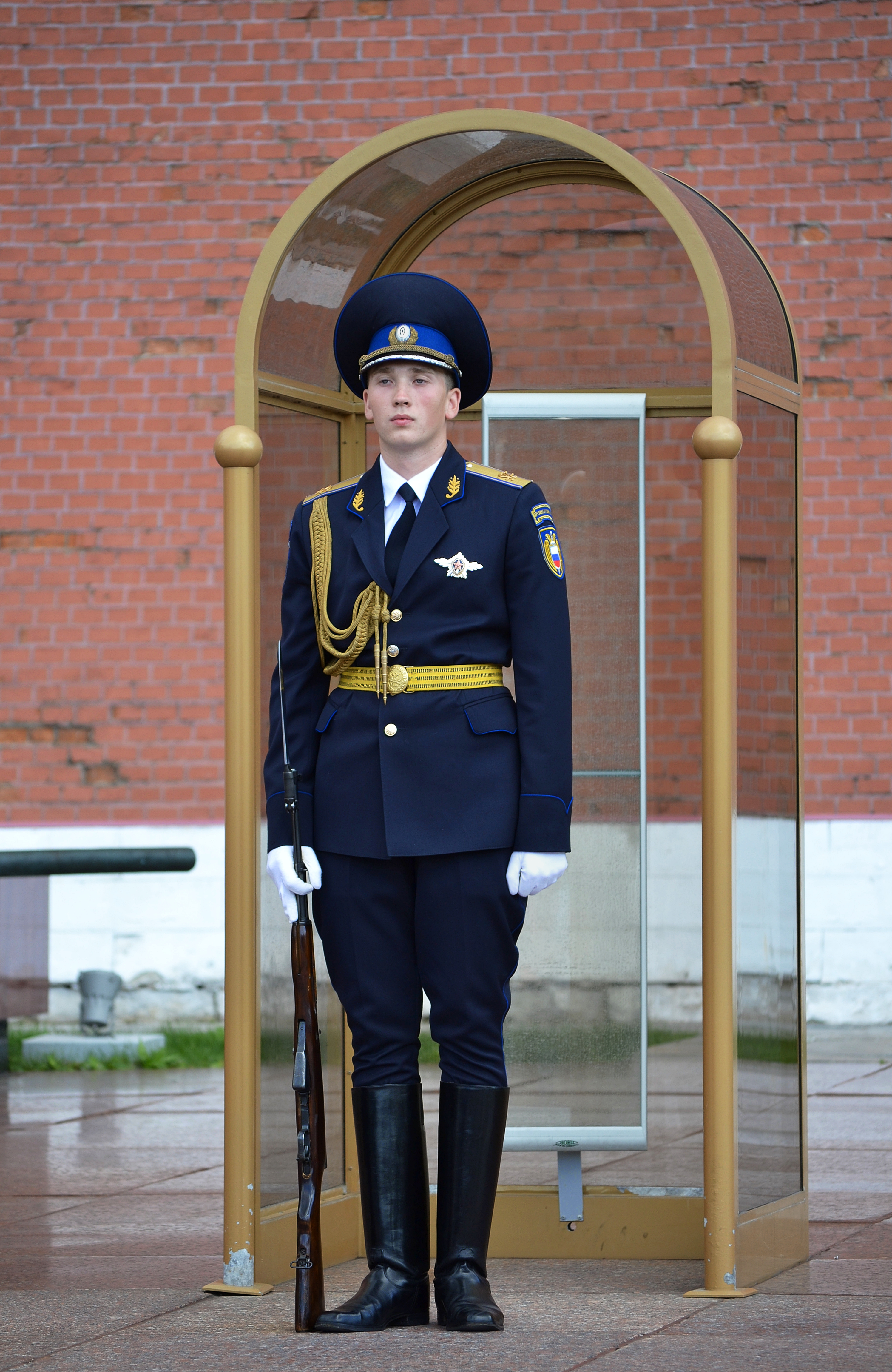
جندي من فوج الكرملين يرتدي زيًا رسميًا كاملاً في المركز رقم 1 (قبر الجندي المجهول).

يتم تنظيم خدمة الحراسة الاتحادية في الخدمات التالية:
- الإدارة (مدير، نواب)
- جهاز الأمن الرئاسي
- خدمات الأمن
- مكتب قائد الكرملين في موسكو
  - فوج الكرملين
    - مقر الفوج
    - الفرقة الرئاسية للاتحاد الروسي
    - الكتيبة الأولى
    - الكتيبة الثانية
    - الكتيبة الثالثة
    - كتيبة مرافقة الفرسان الرئاسية
    - 4 كتيبة الاحتياط التشغيلية
- خدمة الاتصالات الخاصة لروسيا
- خدمة الدعم الهندسي
- خدمة التدبير المنزلي
  - جراج للأغراض الخاصة
- الخدمة الإدارية
- خدمة الأمن في المقاطعة الفيدرالية الشمالية الغربية (سانت بطرسبرغ)
- خدمة الأمن في القوقاز (سوتشي)
- خدمة الأمن في شبه جزيرة القرم (سيمفيروبول)
- مكتب التبعية المركزي
- وحدات خدمة الحراسة الاتحادية في المساكن الرسمية
- مكتب الاتصالات والمعلومات الخاصة في المقاطعات الاتحادية
  - مراكز الاتصالات والمعلومات الخاصة
- مراكز الاتصالات الخاصة
- المؤسسات التعليمية والبحثية والمؤسسات الوحدوية الاتحادية
  - أكاديمية خدمة الأمن الفيدرالية الروسية (أوريول)
- مركز العلاقات العامة

إحدى وحدات خدمة الحراسة الاتحادية هي فوج الكرملين. إضافة أحدث إلى البنية التحتية خدمة الحراسة الاتحادية هي خدمة الاتصالات الخاصة لروسيا (Spetsviaz) التي تم دمجها كوحدة فرعية هيكلية في 7 أغسطس 2004.

## تاريخ خدمات الحماية الفيدرالية
- قسم خاص من قبل كلية VChK
- قسم خاص بوحدة معالجة الرسومات
- قسم خاص من قبل مدرسة دزرجينسكي العليا في الكي جي بي - ديسمبر 1929
- القسم الخامس (حماية خاصة) من أوبرود، خدمة الحراسة الاتحادية، يناير 1930 - مارس 1931
- القسم الخامس (حماية خاصة) لأوبرود، خدمة الحراسة الاتحادية، مارس - يونيو 1931
- القسم الرابع من أوبيرود، مدرسة دزرجينسكي العليا في الكي جي بي، يونيو 1931
- مشغل مدرسة دزرجينسكي العليا في الكي جي بي
- قسم العمليات (مشغل) المديرية العامة لأمن الدولة (GUGB) المفوضية الشعبية للشؤون الداخلية اتحاد الجمهوريات الاشتراكية السوفياتية، يوليو 1934 - نوفمبر 1936
- تقسيم الحماية بواسطة المديرية العامة لأمن الدولة (GUGB) المفوضية الشعبية للشؤون الداخلية اتحاد الجمهوريات الاشتراكية السوفياتية، كانون الأول (ديسمبر) 1936 - حزيران (يونيو) 1938
- قسم قائد موسكو الكرملين، المفوضية الشعبية للشؤون الداخلية اتحاد الجمهوريات الاشتراكية السوفياتية
- القسم الأول من القسم الأول بواسطة المفوضية الشعبية للشؤون الداخلية اتحاد الجمهوريات الاشتراكية السوفياتية، من يونيو إلى سبتمبر 1938
- القسم الأول من المديرية العامة لأمن الدولة (GUGB)
- القسم الأول من مفوضية أمن الدولة الشعبية مفوضية الشعب لأمن الدولة (NKGB)
- إدارة الكرملين في موسكو قائد مفوضية أمن الدولة الشعبية مفوضية الشعب لأمن الدولة (NKGB) اتحاد الجمهوريات الاشتراكية السوفياتية
- القسم الأول من المفوضية الشعبية للشؤون الداخلية
- قسم قائد موسكو الكرملين، المفوضية الشعبية للشؤون الداخلية اتحاد الجمهوريات الاشتراكية السوفياتية
- الدائرة السادسة لاتحاد الجمهوريات الاشتراكية السوفياتية مفوضية أمن الدولة الشعبية مفوضية الشعب لأمن الدولة (NKGB)، أبريل 1943 - مارس 1946
- إدارة الكرملين في موسكو قائد مفوضية أمن الدولة الشعبية مفوضية الشعب لأمن الدولة (NKGB) اتحاد الجمهوريات الاشتراكية السوفياتية
- القسم السادس من اتحاد الجمهوريات الاشتراكية السوفياتية (MGB)، مارس-أبريل 1946
- قسم الحماية رقم 1، اتحاد الجمهوريات الاشتراكية السوفياتية (MGB)، أبريل-ديسمبر 1946
- قسم الحماية رقم 2، اتحاد الجمهوريات الاشتراكية السوفياتية (MGB)، أبريل-ديسمبر 1946
- قائد إدارة الكرملين في موسكو، اتحاد الجمهوريات الاشتراكية السوفياتية (MGB)، ديسمبر 1946
- مقر الحماية، اتحاد الجمهوريات الاشتراكية السوفياتية (MGB) اتحاد الجمهوريات الاشتراكية السوفياتية، ديسمبر 1946 - مايو 1952
- قسم الحماية، اتحاد الجمهوريات الاشتراكية السوفياتية (MGB)، مايو 1952
- القسم التاسع من MVD اتحاد الجمهوريات الاشتراكية السوفياتية، مارس 1953 - مارس 1954
- القسم العاشر من MVD اتحاد الجمهوريات الاشتراكية السوفياتية، مارس 1953 - مارس 1954
- القسم التاسع من مفوضية الشعب لأمن الدولة (NKGB) بواسطة اتحاد الجمهوريات الاشتراكية السوفياتية، مارس 1954 -
- القسم العاشر من مفوضية الشعب لأمن الدولة (NKGB) بواسطة اتحاد الجمهوريات الاشتراكية السوفياتية، مارس 1954 -
- القسم الخامس عشر من مفوضية الشعب لأمن الدولة (NKGB) بواسطة اتحاد الجمهوريات الاشتراكية السوفياتية
- الدائرة التاسعة للكي جي بي اتحاد الجمهوريات الاشتراكية السوفياتية
- القسم الخامس عشر من مفوضية الشعب لأمن الدولة (NKGB) اتحاد الجمهوريات الاشتراكية السوفياتية
- خدمة الحماية، مفوضية الشعب لأمن الدولة (NKGB) اتحاد الجمهوريات الاشتراكية السوفياتية
- قسم الحماية من قبل رئيس اتحاد الجمهوريات الاشتراكية السوفياتية
- الإدارة الرئيسية للحماية (جلافنوي أوبرافيليني أوخران) (1992-1996)
- خدمة الحراسة الاتحادية (خدمة الحراسة الاتحادية) (1996 - اليوم)[8]

## قائمة القادة

### رؤساء جلافنوي أوبرافيليني أوخراني / مديرو خدمة الحراسة الاتحادية
- فلاديمير ريدكوبورودي (1991-يونيو 1992)
- ميخائيل بارسوكوف (12 يونيو 1992-24 يوليو 1995)
- يوري كرابيفين (24 يوليو 1995 - 18 مايو 2000)
- يفغيني موروف (18 مايو 2000-26 مايو 2016)
- الجنرال ديمتري كوتشنيف (منذ 26 مايو 2016)[9]

### نواب مديري خدمة الحراسة الاتحادية
- أوليج كليمنتيف (أول نائب للمدير منذ 2015)
- فلاديمير بيلانوفسكي - رئيس خدمات الاتصالات والمعلومات الخاصة
- أليكسي روبجنوي - رئيس جهاز الأمن الرئاسي
- فيكتور تولوبوف
- اللواء سيرجي أودوفينكو - قائد الكرملين في موسكو[10]

## روابط خارجية
- الموقع الرسمي
- حماية الرئيس باللغة الروسية